# Sarroch
Sarroch là một đô thị ở tỉnh Cagliari, vùng Sardinia của Italia, có vị trí cách khoảng 20 km về phía tây nam của Cagliari. Đến thời điểm ngày 31 tháng 12 năm 2004, đô thị này có dân số 5.277 và diện tích là 67,9 km².
Sarroch giáp các đô thị: Assemini, Capoterra, Pula, Villa San Pietro.